# Chris Colfer
Christopher Paul "Chris" Colfer (Clovis, Kalifornia, 1990. május 27. –) Golden Globe-díjas amerikai színész, énekes, szerző, forgatókönyvíró és producer. 
Nemzetközileg ismert a Glee – Sztárok leszünk! című amerikai televíziós musical- és vígjátéksorozatból, ahol Kurt Hummelt játszotta. Szerepléséért meg is kapta a legjobb férfi mellékszereplőnek járó díjat a 2011-es Golden Globe díjátadón. Három egymást követő évben (2013, 2014 és 2015-ben) elnyerte a People’s Choice Awards-on a Kedvenc Színész TV Vígjátékban díjat. 2011 áprilisában bekerült a Time Magazin 100 legbefolyásosabb embere listájába.

## Fiatalkora
A kaliforniai Clovisban született, Karen és Timothy Colfer fiaként. Ír felmenőkkel rendelkezik és elmondta: „Nagyon ír vagyok, a családom teljesen ír, és Szent Patrik napja a családunkban tiszta őrület”. Gyerekkorában három hónapot kórházban kellett töltenie, nyaki nyirokcsomó műtétje után, amely heget hagyott a nyakán, és – mint később beismerte – az egyik ok, ami miatt érdekelni kezdték a kitalált világok.
Már nagyon fiatal korában nagy érdeklődést mutatott az írás iránt. Született mesemondó volt, írás és színész tehetségét emberek szórakoztatására és a valóság elöli elmenekülésre használta. Nagymamája volt az első ember, aki támogatta és segítette, amikor általános iskolában megírt egy tündérmese ihlette regényt, ami később a The Land of Stories címen jelent meg. 2012-ben megjelent az első kiadott regénye nagymamájának.
Az iskolában olyan szinten bántalmazták, hogy a 7. osztály felét és a 8. osztályt otthon végezte el, magántanulóként. Következő években Colfer elkezdte a Colvis East középiskolát, ahol a vita csoport tagja volt és sok ’’Vita Díjat’’ nyert, köztük a kilencedik helyezett díját az Állami Dráma Értelmező Versenyen. Ezen kívül a dráma klub tagja, az író klub elnöke és az iskolaújság szerkesztője volt. Végzősként írt, rendezett és szerepelt egy vígjátékparódiában, melynek neve ’’Shirley Todd’’ volt. Az egyik középiskolás élménye később a Glee-ben szerepet kapott, a tanára megtiltotta neki, hogy elénekelje a ’’Defying Gravity’’-t, a Wicked című musicalből, amit eredetileg nő énekelne. A nagymamája, aki lelkész volt, később hagyta neki, hogy elénekelje a templomban.

## Karrierje
Az első színdarab, amiben szerepelt a közösségi színházban, a West Side Story volt.

### Glee
Az első televíziós szerepe 2009-ben volt, Kurt Hummel szerepében a Fox Glee – Sztárok leszünk! című műsorában. Kurt egy divatos meleg fiú, kontratenor énekes hanggal, akit rendszeresen bántalmaznak az iskolában nem csak homoszexualitása, de a rendkívül népszerűtlen Glee klubban való részvételéért is. Colfer Artie Abrams kerekesszékes diák szerepére is jelentkezett, de ezt a szerepet végül Kevin McHale kapta. A műsor készítőjét annyira lenyűgözte Colfer szereplése, hogy a karaktert kifejezetten neki írta, ha ez egy – már előre megtervezett – karakter törlését jelentette is.

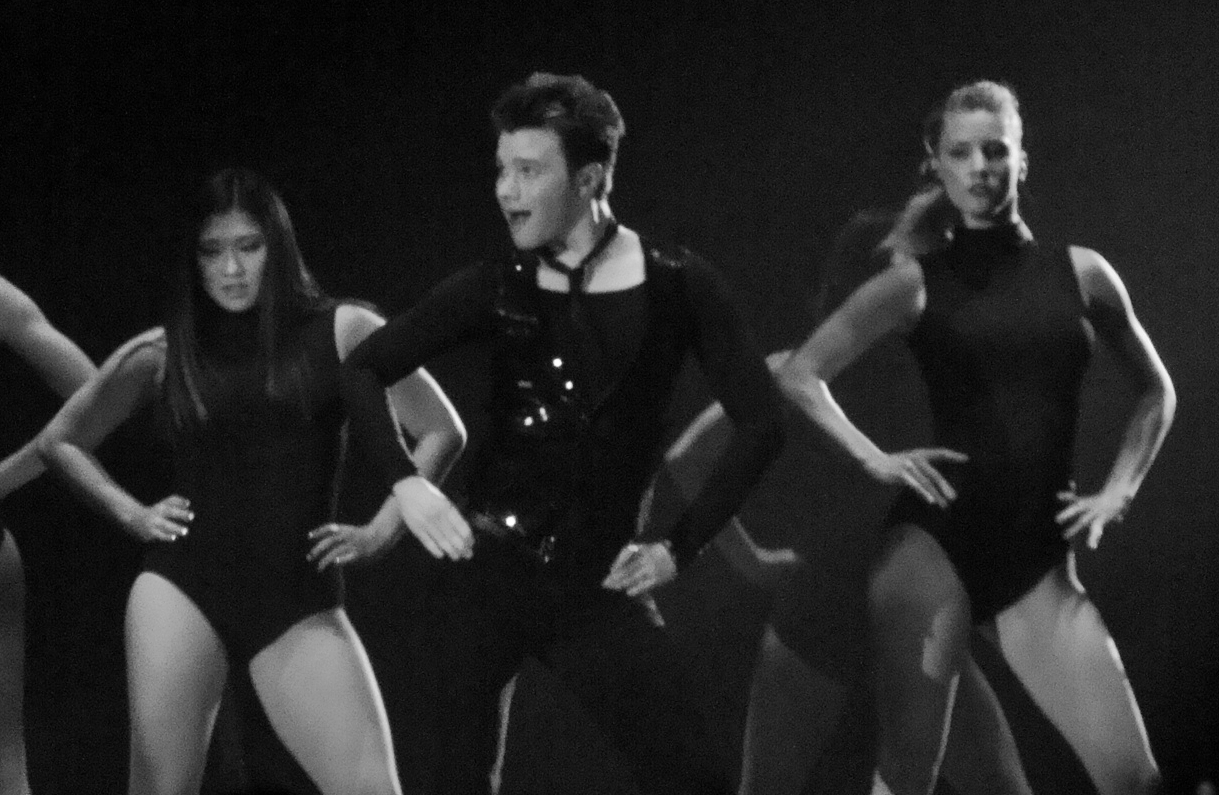
Jenna Ushkowitz mellett

Colfer a 2011-es Golden Globe díjátadón megkapta a legjobb férfi mellékszereplőnek járó díjat Kurt Hummel szerepében nyújtott szerepléséért. A megható beszédében megköszönte Ryan Murphynek hogy a "tündéri kereszt apja" és a díjat azoknak a gyerekeknek ajánlotta akiket bántalmaznak az iskolában és elmondta, hogy "nem kaphatják meg azt amit akarnak, amiatt, akik.". Kétszer jelölték Emmy-díjra a legjobb férfi mellékszereplő vígjátékban kategóriában.
2013-ban, 2014-ben és 2015-ben háromszor egymást követően megnyerte a People's Choice Awards legjobb vígjáték színésze díjat.

## Magánélete
Colfer nyíltan meleg és elmondása szerint, bár szülei nagyon konzervatívak támogatták a coming outja után, viszont az iskolában rendszeresen bántalmazták szexualitása miatt, ami miatt másfél évig magántanulóként kellett tanulnia.
2010 június 18-án meghívták egy Brit beszélgető műsorba, a Friday Night with Jonathan Rossba, Glee-s színésztársaival együtt. Megmutatta harci tudását egy pár tradicionális okinavai karddal, amit az eBayen vett. Szintén elmondta, hogy szeretné, ha a kardjai szerepelhetnének egy Glee epizódban; később, a harmadik évadba be is kerültek.

### Jótékonykodás
Colfer aktív támogatója a „Lesz ez jobb is!” projektnek és a The Trevor Projektnek. A Glee 2. évad 6. része után készített egy videót a „Lesz ez jobb is!” projektnek, és a Golden Globe díját a bántalmazott LMBTQI gyerekeknek ajánlotta 2011-ben.
2013-ban készített egy bántalmazás elleni közszolgálati videót, Elmóval a Szezám utcából, és részt vett a Make-A-Wish Alapítvány adománygyűjtő futásán. 2014-ben szintén részt vett a Hagyjuk a Lányokat Tanulni című közszolgálati videóban.
Egy hollywoodi játék esten, melyet Glee színésztársa szervezett, 6000 dollárt nyert, és a Make-A-Wish Alapítványnak adományozta.
Colfer társelnöke volt az Elton John AIDS Alapítvány Akadémiai Díj Összejövetelnek 2013 és 2014-ben. Szintén tagja a Szerelem Felkelésnek, amely egy a leszbikusok, melegek, biszexuálisok, transzneműek és interszexuálisok (LMBTI) jogait, biztonságát és méltóságát Oroszországban támogató szervezet.
Beszédeket tart az állatok menhelyről való örökbefogadásáért. Az idősebb macskáját, Briant a West Valley Animal Shelterből, és kutyáját Coopert a Southern California Golden Retriever Rescueból fogadta örökbe. Ezen kívül egy rajzot árverésre bocsátott, és a pénzt a Labrador Rescuers of San Diegonak adományozta.
2014 október 25-én Colfer arra biztatta Twitter követőit, hogy adományozzanak a Harry Potter Szövetségnek.
2014 november 20-án arra biztatta Twitter követőit, hogy támogassák a Heifer Internationalt és segítsenek a mélyszegénységben élő családokon.

### Politikai nézetei
Az ABC News szerint Colfer egy volt azon rengeteg híresség közül, akik Hillary Clinton kampányát támogatták 2015-ben. Colfer 5400 dollárt adományozott a kampány alatt a demokrata elnökjelöltnek.

## Művészi élete

### Behatások
Colfer művészetét nagyban befolyásolta Whoopi Goldberg. Elmondása szerint: 
Amikor kicsi voltam, a kedvenc filmem az Apáca show volt és anyukám szerint törölközőt raktam a fejemre és együtt énekeltem Whoopival és az apácákkal.
Colfer másik ösztönzője Ryan Murphy volt, és nagy behatást tett művészi életére.
Szintén elmondta, hogy Elton John ösztönözte, hogy az utálatos, meleg ellenes emberekre szeretettel reagáljon, inkább kedvesség és tisztelet, mint düh és neheztelés.
Colfer két kedvenc énekese Betty Who és Melissa Etheridge.

## Filmográfia

### Film
| Év   | Magyar cím                    | Eredeti cím                                | Szerep          | Megjegyzések                                                       |
| ---- | ----------------------------- | ------------------------------------------ | --------------- | ------------------------------------------------------------------ |
| 2009 |                               | Russel Fish: The Sausage and Eggs Incident | Russel Fish     | rövidfilm                                                          |
| 2010 | Marmaduke – A kutyakomédia    | Marmaduke                                  | kutya (hangja)  |                                                                    |
| 2011 | Glee: Koncertfilm             | Glee: The 3D Concert Movie                 | Kurt Hummel     |                                                                    |
| 2012 | Villámcsapás                  | Struck by Lightning                        | Carson Phillips | - forgatókönyvíró és vezető producer - magyar hangja Baráth István |
| 2016 | Pusszantalak, drágám – A film | Absolutely Fabulous: The Movie             | Christopher     | magyar hangja Márkus Sándor                                        |

### Televízió
| Év        | Magyar cím              | Eredeti cím                   | Szerep               | Megjegyzések                                           |
| --------- | ----------------------- | ----------------------------- | -------------------- | ------------------------------------------------------ |
| 2009–2015 | Glee – Sztárok leszünk! | Glee                          | Kurt Hummel          | - főszereplő (116 epizód) - forgatókönyvíró (1 epizód) |
| 2009–2010 |                         | Entertainment Tonight         | önmaga               | 9 epizód                                               |
| 2011      | A Cleveland-show        | The Cleveland Show            | Kurt Hummel (hangja) | 1 epizód                                               |
| 2012      | Glee projekt            | The Glee Project              | önmaga               | 1 epizód                                               |
| 2012      | Saturday Night Live     | Saturday Night Live           | önmaga               | 1 epizód                                               |
| 2012–2016 |                         | The Talk                      | önmaga               | 4 epizód                                               |
| 2013      |                         | Bitter Party of Five          | önmaga               | 1 epizód                                               |
| 2014      |                         | Hollywood Game Night          | önmaga (versenyző)   | 1 epizód                                               |
| 2014–2015 | Vérmes négyes           | Hot in Cleveland              | Tony Chase           | 2 epizód                                               |
| 2017      |                         | Julie's Greenroom             | önmaga               | 2 epizód                                               |
| 2018      |                         | RuPaul's Drag Race: All Stars | önmaga               | 1 epizód                                               |

## Bibliográfia
- The Land of Stories sorozat (Little, Brown által publikálva)
  - The Land of Stories: The Wishing Spell (2012 július)
  - The Land of Stories: The Enchantress Returns (2013 augusztus)
  - The Land of Stories: A Grimm Warning (2014 július)
  - The Land Of Stories: Beyond The Kingdoms (2015 július)
  - The Land of Stories: An Authors Oddessy (2016 július)
  - The Curvy Tree: A Tale from the Land Of Stories (2015 október)
  - "Queen Red Riding Hood's Guide to Royalty" (2015 október)
  - The Mother Goose Diaries (2015 november)
  - A Treasury of Classic Fair Tales (2016 október)
- Struck by Lightning: The Carson Phillips Journal (Little, Brown, 2012 november)
- Stranger Than Fanfiction (Little, Brown, 2017 március)